# Woronichinia
Woronichinia é um género de cianobactéria pertencente à família Coelosphaeriaceae.
O género foi descrito em 1933 por Alexander Elenkin.
Pode ser encontrado na Europa e na América do Norte.
Espécie:
- Woronichinia botrys (Skuja) Komárek & Hindák, 1988
- Woronichinia compacta (Lemmermann) Komárek & Hindák, 1988
- Woronichinia delicatula (Skuja) Komárek & Hindák, 1988
- Woronichinia elorantae Komárek & Komárková-Legnerová, 1992
- Woronichinia fremyi (Komárek) Komárek & Hindák, 1988
- Woronichinia fusca (Skuja) Komárek & Hindák, 1988
- Woronichinia karelica Komárek & Komárková-Legnerová, 1992
- Woronichinia klingiae Komárek & Komárková-Legnerová, 1992
- Woronichinia kuseliae M.Watanabe & Komárek, 1994
- Woronichinia meiocystis Joosten, 2006
- Woronichinia microcystoides (Komárek) Joosten, 2006
- Woronichinia naegeliana (Unger) Elenkin, 1933
- Woronichinia obtusa Joosten, 2006
- Woronichinia problematica Joosten, 2006
- Woronichinia radians (Hortobágyi) Komárek & Hindák, 1988
- Woronichinia robusta (Skuja) Komárek & Hindák, 1988
- Woronichinia tenera (Skuja) Komárek & Hindák, 1988